# 9. květen
9. květen je 129. den roku podle gregoriánského kalendáře (130. v přestupném roce). Do konce roku zbývá 236 dní.

## Události

### Česko
- 1346 – Papež Klement VI. povolil Karlu IV. založit Klášter Emauzy, kde smí být v liturgii užíván slovanský jazyk.
- 1894 – Premiéra hry bratří Mrštíků Maryša v Národním divadle v Praze.
- 1926 – V Československu se odehrál historicky první ragbyový zápas. Moravská Slavia porazila 31:17 A.F.K. Žižka Brno.
- 1945
  - Tankové jednotky Rudé armády vstoupily do Prahy.
  - K. H. Frank opustil Prahu s rodinou a suitou nejbližších spolupracovníků směrem na západ do amerického zajetí. V Rokycanech však byla jeho autokolona zadržena a předána příslušníkům Pattonovy armády.
  - Rudá armáda provedla nálet na Mladou Boleslav, při kterém zahynulo na 450 lidí a byla značně poničena automobilka ASAP.
- 1946 – Byla otevřena Zoologická zahrada Dvůr Králové ve Dvoře Králové nad Labem.
- 1948 – Byla podepsána Ústava 9. května.
- 1952 – V Ostravě byla otevřena první trolejbusová linka.
- 1955 – Antonín Zápotocký vyhlásil amnestii pro poúnorové emigranty.
- 1958
  - Na světové výstavě Expo 58 v Bruselu se uskutečnilo první představení Laterny magiky.
  - Premiéra baletu Sluha dvou pánů Jarmila Burghausera v Národním divadle v Praze
- 1959 – V Praze zahájila činnost Laterna magika převzatým představením Expo 58.
- 1960 – Amnestie z roku 1960 ukončila etapu masových stalinistických represí v Československu. Z věznic byly propuštěny tisíce politických vězňů, po amnestii byly uzavřeny například koncentrační tábory Bytíz a Vojna.
- 1973 – Československá televize zahájila na 2. programu pravidelné vysílání v barvě. První program začal vysílat barevně až o 2 roky později.
- 1974 – Pražské metro zahájilo provoz na trase C.

### Svět
- 1864 – Došlo k bitvě u Helgolandu, po níž Dánové ukončilo blokádu severoněmeckých přístavů.
- 1873 – Krach na vídeňské burze
- 1877 – Rumunsko získalo nezávislost.
- 1901 – Austrálie otevřela svůj první parlament v Melbourne.
- 1904 – Parní lokomotiva City of Truro se stala prvním parním motorem v Evropě, který přesáhl 160 km/h.
- 1945 – V Berlíně byl podepsán dodatečný protokol o bezpodmínečné kapitulaci Německa.
- 1950 – Veřejnosti byl představen Schumanův plán.
- 1965 – Sonda Luna 5 dopadla na Měsíc při pokusu o měkké přistání.
- 1967 – Poprvé vzlétl norský dopravní letoun Fokker F.28 Fellowship.
- 2002 – Bylo dosaženo konečného textu Rámcové úmluvy OSN o klimatických změnách. K lednu 2005 ji ratifikovalo 189 států světa.
- 2003 – Byla vypuštěna japonská sonda Hayabusa (Muses-C).
- 2005
  - Americká armáda v Iráku uvedla, že ve velké ofenzívě proti tamní pobočce organizace Al Kajdá zabila asi 100 povstalců. V operaci, která začala 7. května, podle americké armády padli i tři příslušníci její námořní pěchoty. Irácká pobočka Al Kajdá tvrzení Američanů popírá.
  - Oslavy konce 2. světové války v Evropě vyvrcholily vojenskou přehlídkou na Rudém náměstí v Moskvě. Slavnosti se spolu s ruským prezidentem Vladimírem Putinem zúčastnilo přes 50 hlav států včetně amerického prezidenta George Bushe a německého kancléře Gerharda Schrödera. Přítomen byl i generální tajemník OSN Kofi Annan. Oslavy naopak bojkotovali představitelé Estonska a Litvy, kteří požadovali od Ruska omluvu za poválečnou okupaci. Oslavy v Moskvě byly i předmětem kritiky v otevřeném dopise skupiny politiků, vědců a aktivistů, zveřejněném v britském listě Financial Times. Signatáři dopisu vyjádřili přesvědčení, že současné Rusko zrazuje principy, v jejichž jménu bylo dosaženo vítězství nad nacismem v roce 1945. Dopis údajně podepsalo 75 osobností, mezi nimiž měl být i bývalý český prezident Václav Havel; ten však svůj podpis pod dopisem popřel, byť s jeho obsahem vyjádřil sympatie.
- 2015 – Světová zdravotnická organizace prohlásila epidemii krvácivé horečky Ebola v Libérii za ukončenou. Od prosince 2013 zemřelo v Libérii na tuto nemoc více než 4 000 lidí.

## Narození

### Česko
- 1825

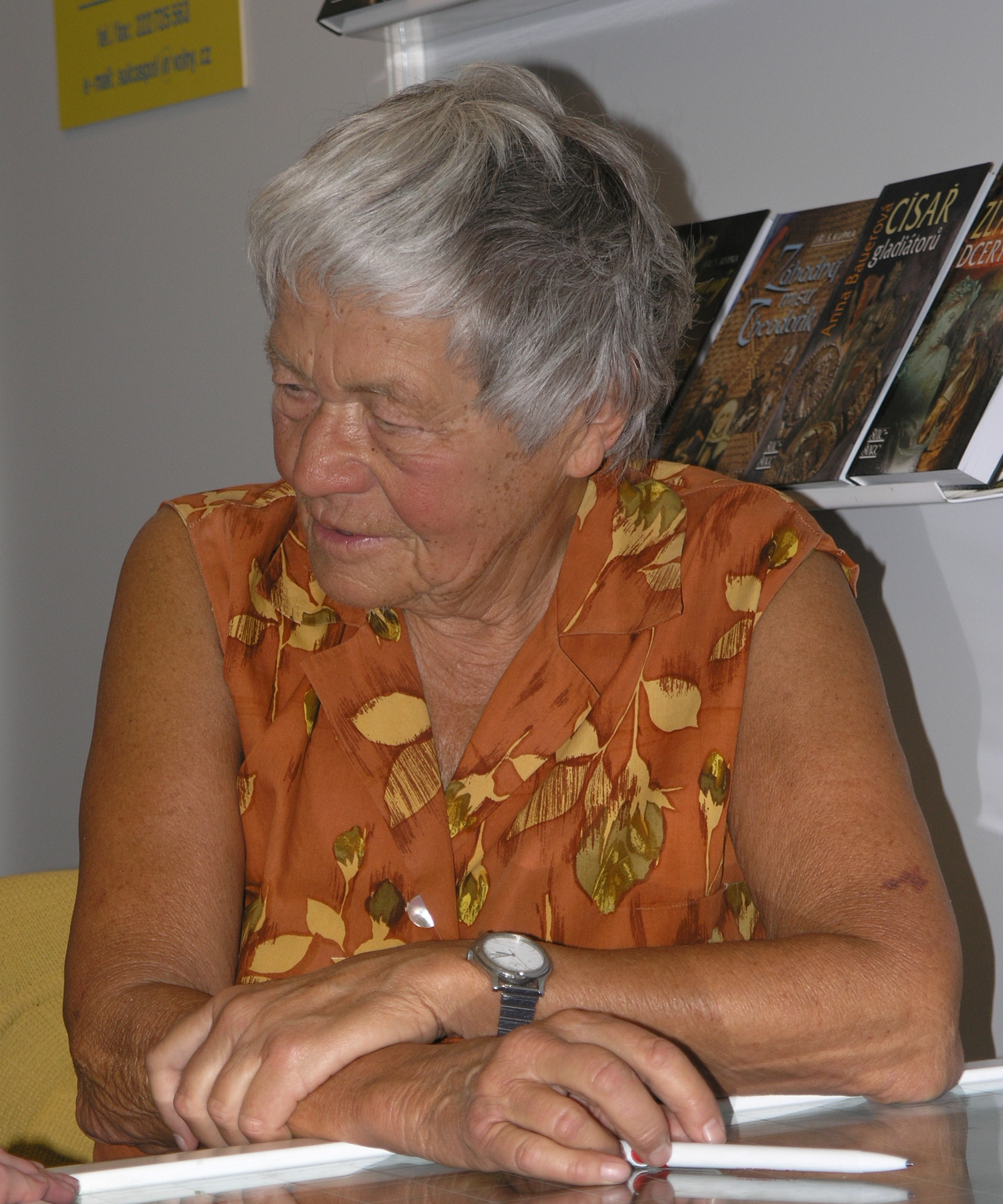
Ludmila Vaňková (* 1927)

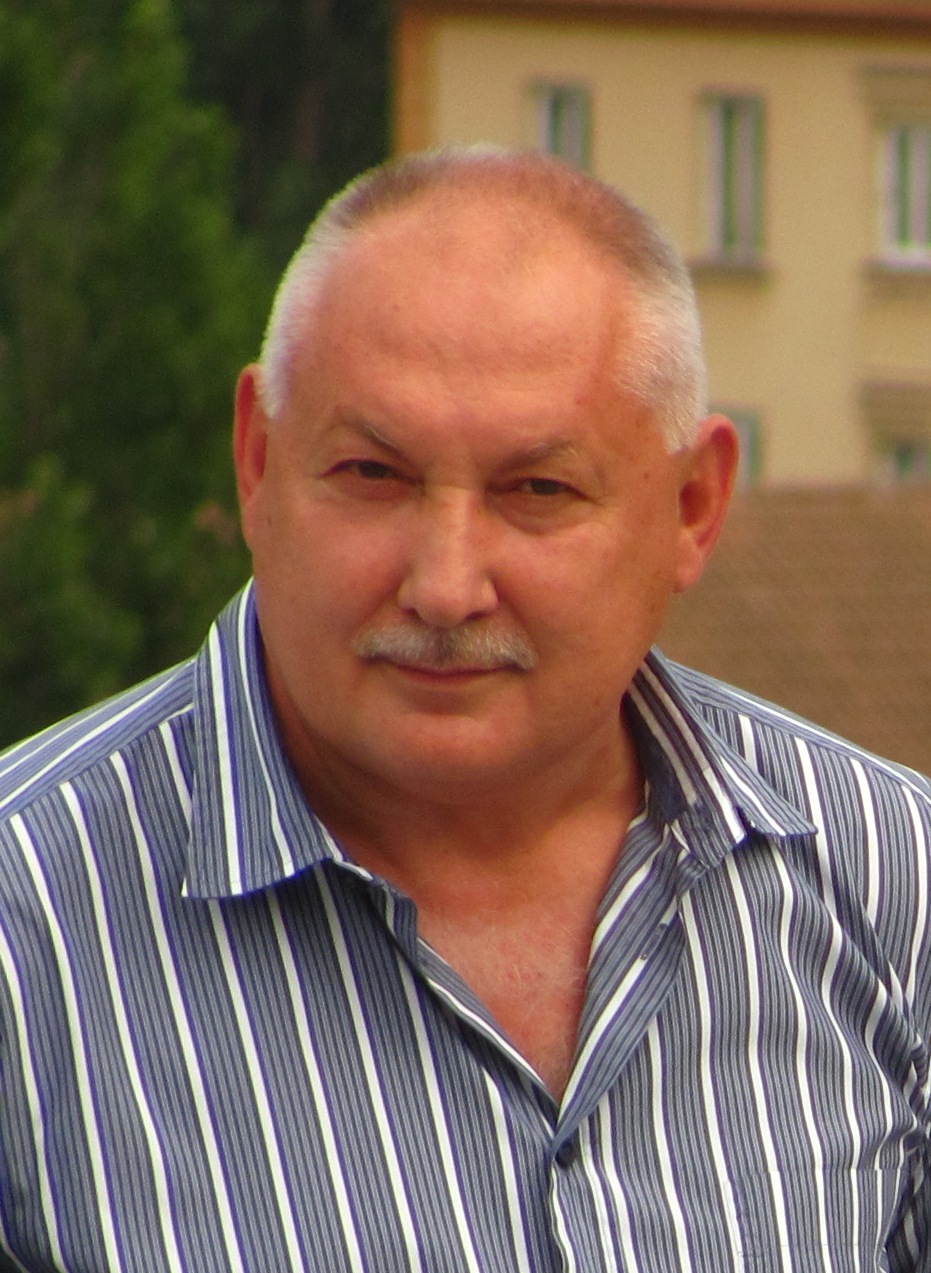
Zdeněk Nehoda (* 1952)

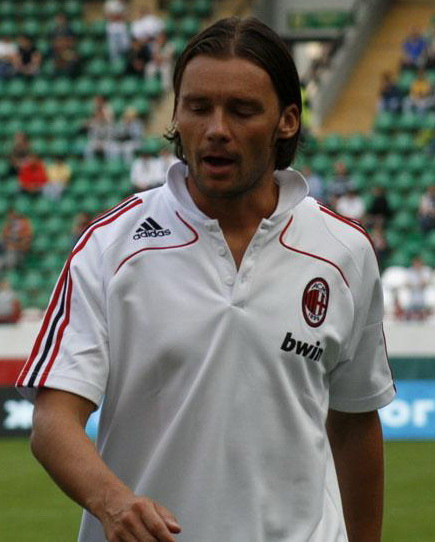
Marek Jankulovski (* 1977)

  - Leopoldina Thunová, česká šlechtična z rodu Lamberků († 10. dubna 1902)
  - Peregrin Obdržálek, katolický kněz, zakladatel knihoven, záložen aj., autor věroučné i jiné literatury († 29. května 1891)
- 1828 – Jan Kratochvíle, právník, novinář a politik († 28. srpna 1880)
- 1831 – Alois Mikyška právník a politik († 4. září 1903)
- 1837 – Mamert Knapp, český nakladatel a knihtiskař († 27. června 1896)
- 1838 – Hermann Hallwich, poslanec Českého zemského sněmu a Říšské rady († 11. dubna 1913)
- 1844 – Adolf Posselt, poslanec Českého zemského sněmu a starosta Jablonce nad Nisou († 13. dubna 1926)
- 1855 – Ludvík Lábler, kutnohorský stavitel († 23. května 1930)
- 1859 – Richard Mandl, rakouský skladatel († 1. dubna 1918)
- 1869 – Ján Dobránsky, československý politik († 20. února 1950)
- 1873 – Antonín Čermák, americký podnikatel a politik († 6. března 1933)
- 1874 – Josef Vraný, československý novinář a politik († 27. března 1937)
- 1877 – Josef Jindřich Šechtl, český fotograf († 24. února 1954)
- 1884 – Josef Chalupník, československý politik, poslanec a senátor, starosta Moravské Ostravy († 20. prosince 1944)
- 1887 – František Pala, hudební vědec († 26. května 1964)
- 1890 – Alexandr Vladimír Hrska, český malíř, grafik a scénograf († 23. října 1954)
- 1901 – Gustav Machatý, filmový herec, scenárista a režisér († 14. prosince 1963)
- 1904 – Hana Volavková, česká historička umění, první ředitelka Židovského muzea v Praze († 29. března 1985)
- 1907
  - František Neužil, básník, romanopisec († 22. listopadu 1995)
  - Pravoslav Řídký, důstojník generálního štábu čs. armády ve Velké Británii († 18. ledna 1943)
- 1911 – Miroslav Hák, fotograf († 29. července 1978)
- 1912 – Arnošt Kreuz, československý fotbalový reprezentant
- 1915
  - Drahomíra Tikalová, operní pěvkyně – sopranistka († 14. března 1997)
  - Vítězslav Vejražka, herec († 8. června 1973)
- 1919 – Čestmír Šimáně, jaderný fyzik († 26. července 2012)
- 1927
  - Ludmila Vaňková, česká prozaička
  - Ferdinand Seibt, německý historik českého původu († 7. dubna 2003)
- 1931
  - Vratislav Šotola, český sklářský návrhář († 12. ledna 2010)
  - Milan Šamánek, lékař, pediatr a kardiolog
- 1933 – Jiří Chvála, český sbormistr a pedagog
- 1938
  - Milan Valenta, československý atlet-výškař
  - Jiří Podivínský, český lékař, neurolog a geriatr
- 1939 – Antonín Tomalík, český výtvarník († 28. února 1968)
- 1947 – Lída Nopová, zpěvačka, klávesistka, hudební pedagožka, hudební skladatelka
- 1949
  - Jiří Pospíšil, český politik, psycholog
  - Vladimír Vetchý, český matematik a politik
- 1950 – Jan Kašpar, český básník a pedagog
- 1952 – Zdeněk Nehoda, fotbalový reprezentant
- 1954 – Lubomír Martínek, prozaik, esejista a překladatel
- 1955 – Vlastimil Vondruška, historik, publicista a spisovatel
- 1969
  - Tomáš Cikrt, novinář a politik
  - Zdeněk Koudelka, právník
- 1972 – Jakub Grygar, sociální antropolog
- 1973 – Marek Taclík, český herec
- 1977 – Marek Jankulovski, fotbalista
- 1981 – Michal Bortel, právník a politik
- 1996 – Adam Ťoupalík, cyklokrosař
- 1998 – Jan Matoušek, fotbalista

### Svět

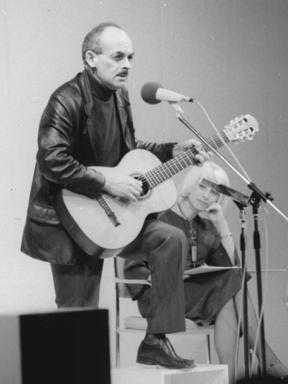
Bulat Okudžava (* 1924)

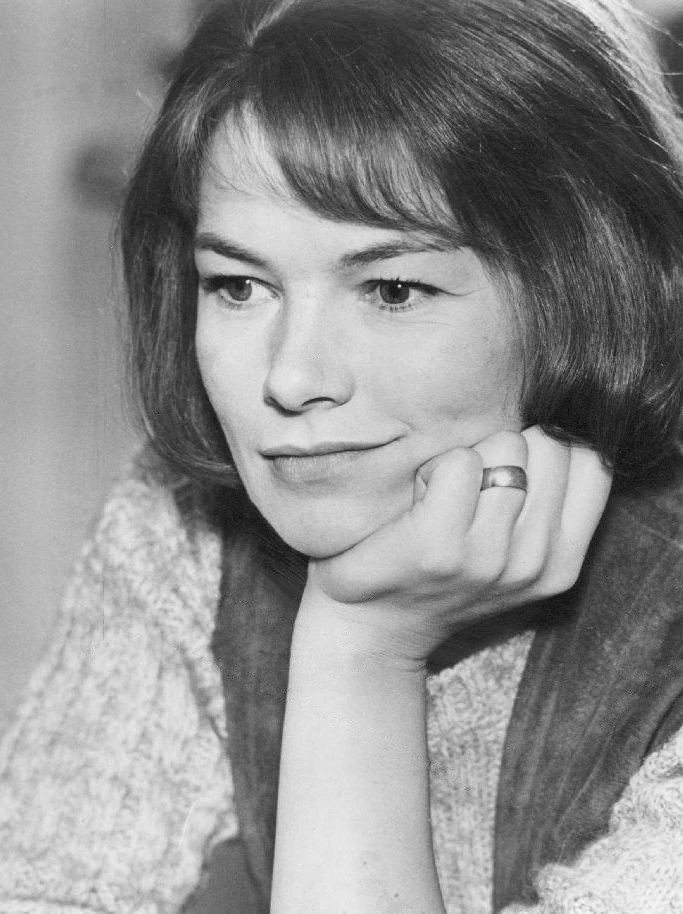
Glenda Jacksonová (* 1936)

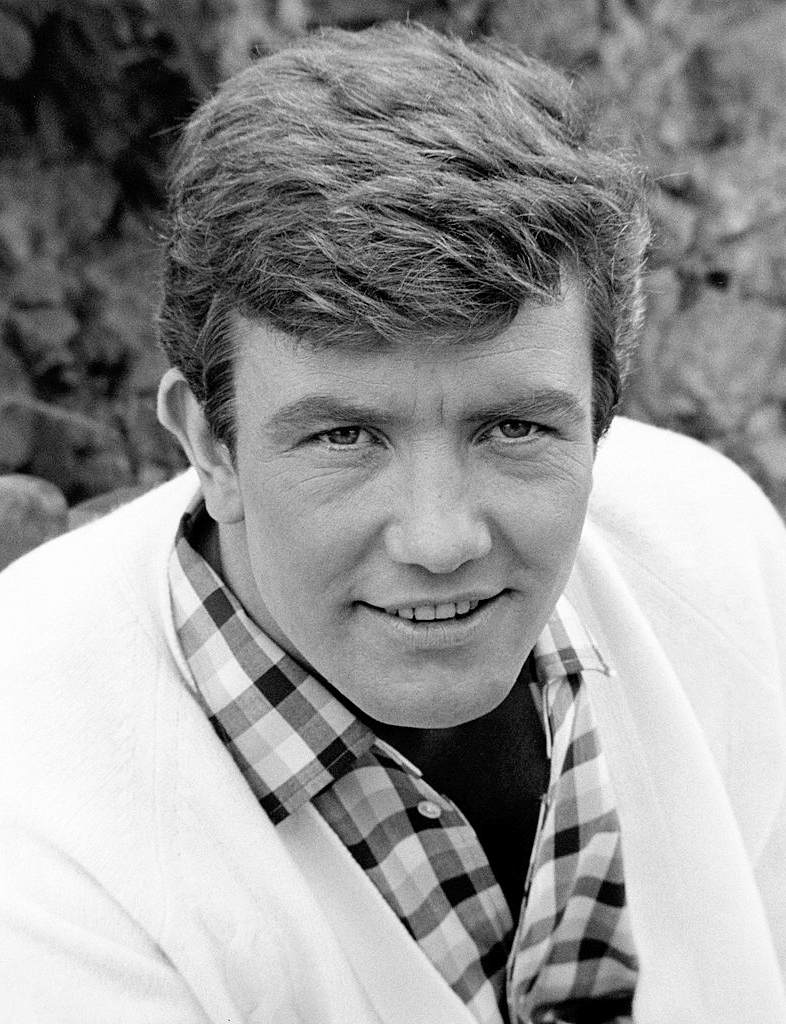
Albert Finney (* 1936)

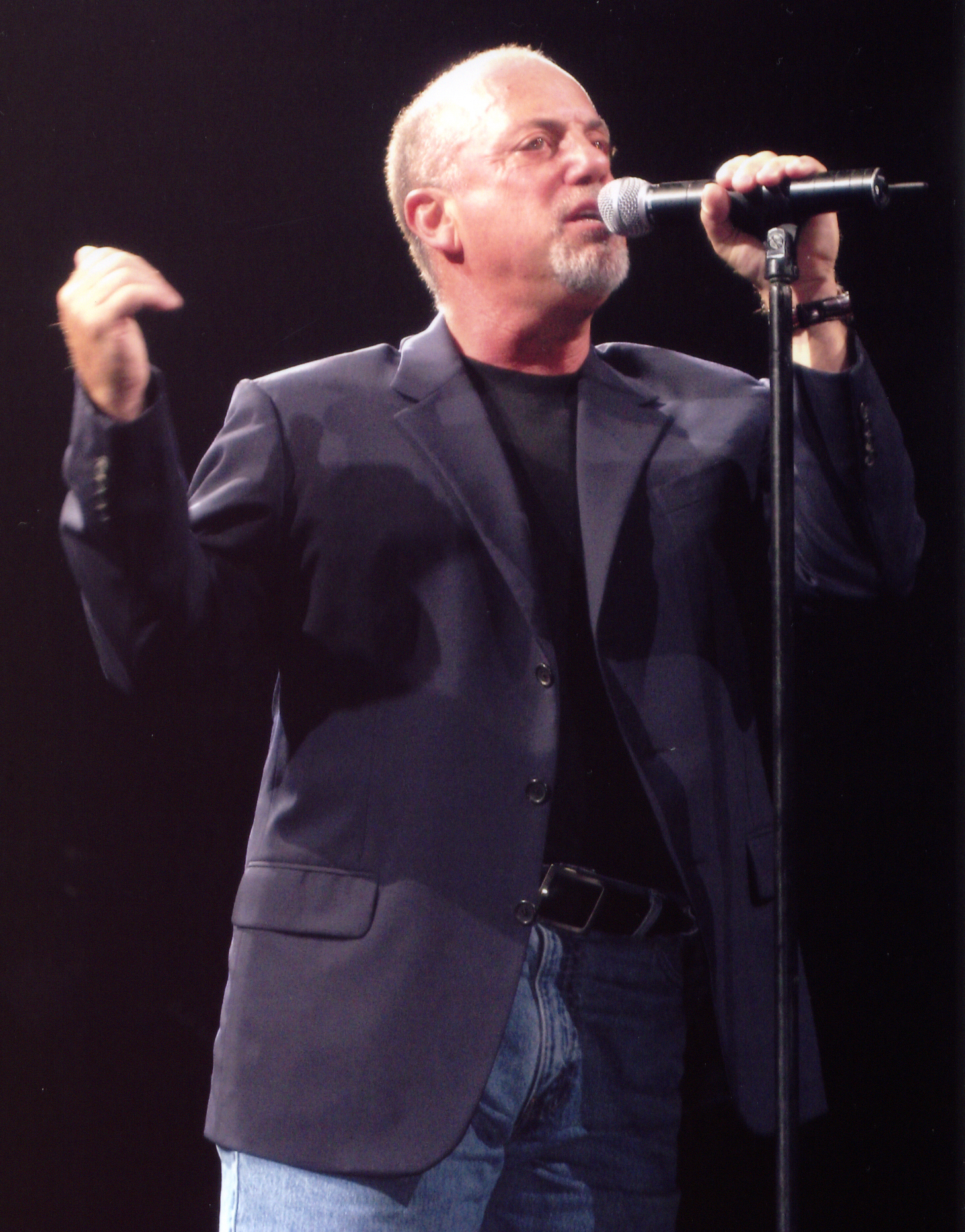
Billy Joel (* 1949)

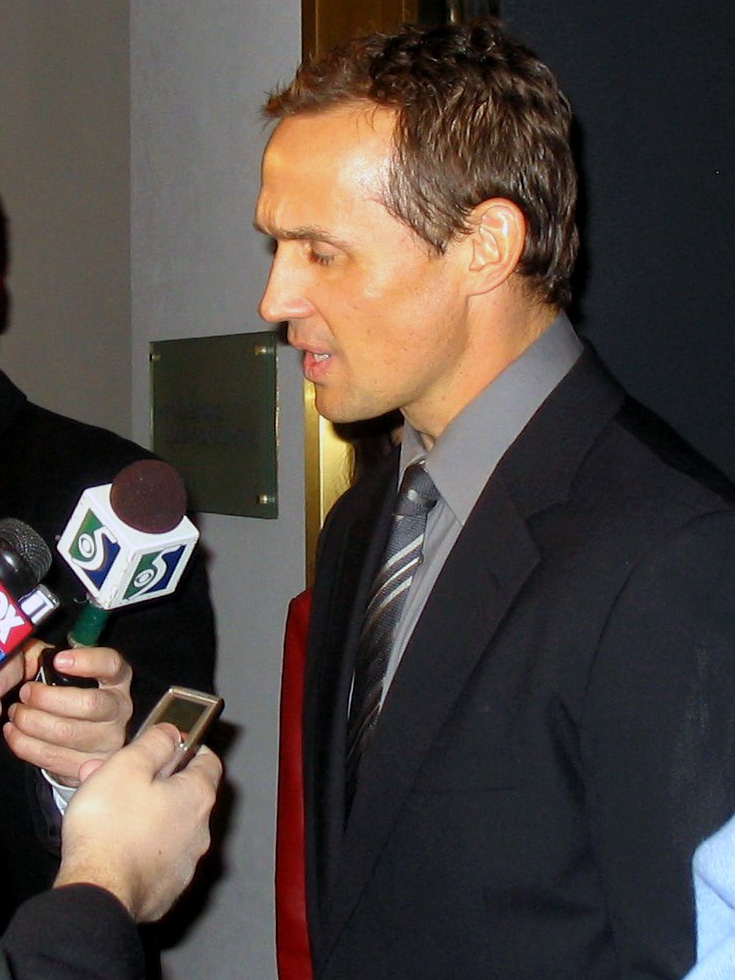
Steve Yzerman (* 1965)

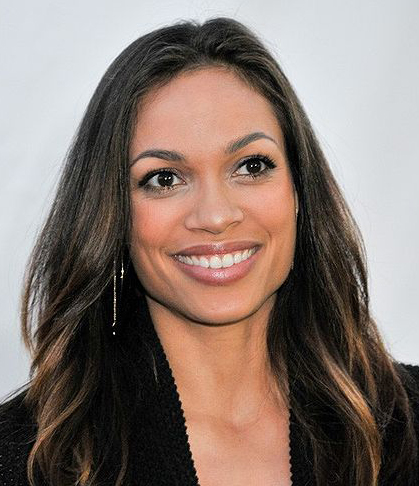
Rosario Dawsonová (* 1979)

- 1147 – Joritomo Minamoto, zakladatel Kamakurského šógunátu († 9. února 1199)
- 1740 – Giovanni Paisiello, italský hudební skladatel († 5. června 1816)
- 1800 – John Brown, americký bojovník za osvobození černochů († 2. prosince 1859)
- 1810
  - Johann Hönig, rakouský matematik († 26. října 1886)
  - Marianna Oranžská, princezna pruská († 29. května 1883)
- 1820 – Charles Nègre, francouzský malíř a fotograf († 16. ledna 1880)
- 1830 – Harriet Laneová, první dáma USA, neteř prezidenta Jamese Buchanana († 3. července 1903)
- 1833 – Hermann von Spaun, rakousko-uherský admirál († 23. května 1919)
- 1837 – Adam Opel, zakladatel společnosti Opel († 8. září 1895)
- 1838 – Gundaker Wurmbrand-Stuppach, předlitavský politik († 26. března 1901)
- 1845 – Gustaf de Laval, švédský vynálezce († 2. února 1913)
- 1854 – Gedeon Majunke, slovenský architekt († 10. dubna 1921)
- 1857 – Luigi Illica, italský libretista († 16. prosince 1919)
- 1860
  - James Matthew Barrie, skotský novinář a spisovatel († 19. června 1937)
  - William Kemmler, první člověk popravený na elektrickém křesle († 6. srpna 1890)
  - Vittorio Emanuele Orlando, italský diplomat a politik († 1. prosince 1952)
- 1866 – Gópál Krišna Gókhalé, představitel indického hnutí za nezávislost († 19. února 1915)
- 1871 – Georgij Alexandrovič, třetí syn ruského cara Alexandra III. († 28. června 1899)
- 1874 – Howard Carter, britský archeolog († 2. března 1939)
- 1875 – Leopold Andrian, rakouský spisovatel a diplomat († 19. listopadu 1951)
- 1883 – José Ortega y Gasset, španělský filosof, sociolog a esejista († 18. října 1955)
- 1886 – Jozef Čársky, slovenský římskokatolický biskup († 11. března 1962)
- 1887 – Francisco Alonso, španělský hudební skladatel († 18. května 1948)
- 1888 – Francesco Baracca, nejlepší italský stíhací pilot († 19. června 1918)
- 1892 – Zita Bourbonsko-Parmská, poslední česká královna a rakouská císařovna († 14. března 1989)
- 1895
  - Lucian Blaga, rumunský filozof († 6. května 1961)
  - Frank Foss, americký olympijský vítěz ve skoku o tyči 1920 († 5. dubna 1989)
- 1898 – Julius Evola, italský filosof a spisovatel († 11. června 1974)
- 1904
  - Grete Stern, německá fotografka a designérka († 24. prosince 1999)
  - Gregory Bateson, britský a americký biolog a antropolog († 4. července 1980)
  - Ťiang Čao-che, čínský malíř († 15. dubna 1986)
- 1907
  - Tibor Honty, slovenský fotograf († 1. prosince 1968)
  - Baldur von Schirach, vůdce Hitlerovy mládeže († 8. srpna 1974)
- 1909
  - Kira Kirillovna Ruská, dcera velkoknížete Kirilla Vladimiroviče Romanova († 8. září 1967)
  - Gordon Bunshaft, americký architekt († 6. srpna 1990)
- 1911 – Rafael Arnáiz Barón, španělský trapista, architekt a katolický světec († 26. května 1938)
- 1914
  - Josef Müller-Brockmann, švýcarský grafický designér († 30. srpna 1996)
  - Hank Snow, kanadský country zpěvák († 20. prosince 1999)
  - Carlo Maria Giulini, italský dirigent († 14. června 2005)
- 1918
  - Axel Grönberg, švédský zápasník, olympijský vítěz († 23. dubna 1988)
  - Mike Wallace, americký žurnalista, herec a moderátor († 7. dubna 2012)
  - Kyffin Williams, velšský malíř († 1. září 2006)
- 1920
  - William Tenn, americký spisovatel sci-fi († 7. února 2010)
  - Richard Adams, anglický spisovatel
- 1921
  - Morton Kaplan, americký politolog
  - Sophie Schollová, německá studentka, spoluzakladatelka skupiny Bílá růže († 22. února 1943)
- 1924
  - Jean Girault, francouzský filmový scenárista, režisér a jazzový hudebník († 24. července 1982)
  - Bulat Okudžava, ruský básník († 12. června 1997)
- 1927 – Manfred Eigen, německý chemik, Nobelova cena za chemii 1967 († 6. února 2019)
- 1928
  - Barbara Ann Scottová, kanadská krasobruslařka, olympijská vítězka († 30. září 2012)
  - Harry Rasky, kanadský režisér († 9. dubna 2007)
- 1931 – Vance Brand, americký letecký inženýr, zkušební pilot a kosmonaut
- 1932
  - Alojz Habovštiak, slovenský archeolog († 11. června 2000)
  - Roger Dumas, francouzský divadelní a filmový herec († 2016)
- 1936
  - Albert Finney, britský herec († 7. února 2019)
  - Glenda Jacksonová, britská divadelní a filmová herečka († 15. června 2023)
- 1937 – Rafael Moneo, španělský architekt
- 1939
  - Ralph Boston, americký atlet, olympijský vítěz ve skoku do dálky († 30. dubna 2023)
  - James Bardeen, americký fyzik († 20. června 2022)
- 1940
  - James L. Brooks, americký producent, režisér a scenárista
  - John Hawken, anglický hudebník
- 1943 – Philippe Aziz, francouzský spisovatel a novinář
- 1944
  - Richie Furay, americký zpěvák, kytarista a hudební skladatel
  - Christian de Portzamparc, francouzský architekt
  - Lars Norén, švédský básník a dramatik († 26. ledna 2021)
- 1945 – Jupp Heynckes, německý fotbalista a fotbalový trenér
- 1946
  - Drafi Deutscher, německý zpěvák, skladatel a producent († 9. června 2006)
  - Candice Bergen, americká herečka a bývalá modelka
- 1947
  - Dougal Dixon, skotský geolog, paleontolog a spisovatel
  - Michael Levitt, americký biofyzik, nositel Nobelovy ceny za chemii
  - Denis Oswald, švýcarský veslař a sportovní funkcionář
- 1948 – Richard Hudson, anglický zpěvák-písničkář a hudebník
- 1949
  - Oleg Aťkov, sovětský kosmonaut a lékař
  - Billy Joel, americký zpěvák a klavírista
  - Adrián Paenza, argentinský matematik
- 1950 – Marcheline Bertrand, americká herečka († 27. ledna 2007)
- 1951 – Ismail Abilov, bulharský zápasník, olympijský vítěz 1980
- 1953 – John Edwards, britský baskytarista
- 1955
  - Anne Sofie von Otter, švédská mezzosopranistka
  - Kevin Peter Hall, americký herec († 10. dubna 1991)
- 1956 – Anne Helene Gjelstad, norská fotografka a módní designerka
- 1959 – Ulrich Matthes, německý herec
- 1962 – David Gahan, anglický zpěvák a hudebník, člen skupiny Depeche Mode
- 1965 – Steve Yzerman, kanadský lední hokejista
- 1968
  - Marie-José Pérecová, francouzská atletka, sprinterka
  - Nataša Pircová Musarová, slovinská prezidentka
- 1970 – Ghostface Killah, americký rapper
- 1972
  - Dana Perino, americká televizní politická komentátorka, bývalá tisková mluvčí Bílého domu
  - Daniela Silivaşová, rumunská sportovní gymnastka
- 1974 – Leyland Kirby, britský hudebník
- 1978 – Andrej Podkonický, slovenský hokejista
- 1979
  - Rosario Dawsonová, americká herečka
  - Pierre Bouvier, francouzsko-kanadský muzikant a člen skupiny Simple Plan
  - Artur Malek, polský horolezec
- 1980 – Grant Hackett, australský plavec
- 1983
  - Gilles Müller, lucemburský tenista
  - Julia Chan, britská herečka a televizní moderátorka
- 1990 – Patrik Johancsik, slovenský fotbalista
- 1991 – Majlinda Kelmendiová, kosovská judistka
- 1992 – Dan Burn, anglický fotbalista
- 1993 – Laura Muirová, britská atletka, běžkyně na středních tratích
- 1996
  - Noah Centineo, americký herec
  - Lorenzo Fortunato, italský silniční cyklista

## Úmrtí

### Česko
- 1661 – Alberik Mazák, česko-rakouský hudební skladatel (* 1609)
- 1887 – Antonín Skřivan, pedagog a odborník v oboru obchodu a účetnictví (* 7. dubna 1818)
- 1895 – František Hošek, český sochař (* 2. dubna 1871)
- 1915 – Jaroslav Věšín, malíř českého původu (* 23. května 1859)
- 1916 – Václav Šamánek, organizátor české kultury v Liberci (* 23. října 1846)
- 1917 – Karel Tůma, novinář, spisovatel a politik (* 6. září 1843)
- 1921 – Jan Koloušek, československý národohospodář a politik (* 15. prosince 1859)
- 1928 – Kamil Henner, právník (* 2. července 1861)
- 1936 – Stanislav Lolek, český malíř (* 13. listopadu 1873)
- 1937 – Břetislav Tolman, profesor vodního stavitelství, rektor ČVUT (* 21. června 1873)
- 1943 – Cyril Horáček, československý ministr financí (* 7. listopadu 1862)
- 1945
  - František Bidlo, kreslíř a karikaturista (* 3. září 1895)
  - Otakar Kunstovný, pedagog a překladatel (* 13. července 1884)
- 1951 – Augustin Novák, československý ministr financí (* 20. září 1872)
- 1957 – Edmond Konrád, český dramatik (* 30. května 1889)
- 1963 – Bohumil Laušman, československý politik (* 30. srpna 1903)
- 1969 – Frank Wollman, dramatik, básník, literární vědec a historik (* 5. května 1888)
- 1971 – Heinrich Kulka, architekt (* 29. března 1900)
- 1978 – Jan Slavík, český historik a archivář (* 25. března 1885)
- 1981 – Jana Werichová, česká herečka, scenáristka a překladatelka (* 18. října 1935)
- 1982 – Petr Svojtka, herec (* 25. září 1946)
- 1996 – Václav Kokštejn, československý fotbalový reprezentant (* 22. září 1923)
- 2001 – Miroslav Kárný, novinář a historik (* 9. září 1919)
- 2009 – Věněk Šilhán, politik a ekonom (* 12. února 1927)
- 2010 – Otakar Motejl, bývalý ministr spravedlnosti, veřejný ochránce práv (* 10. září 1932)
- 2011
  - Karel Hieke, dendrolog a zahradník (* 29. července 1930)
  - Ivo Pešák, klarinetista (* 7. září 1944)
- 2014 – Jiří Kratochvíl, klarinetista, muzikolog, skladatel a hudební pedagog (* 17. srpna 1924)

### Svět

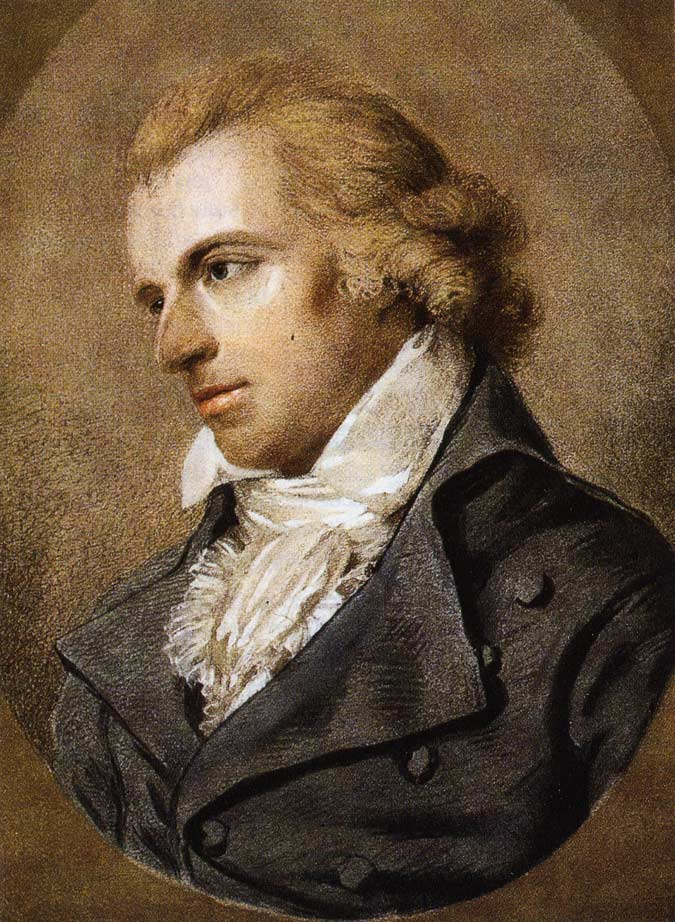
Friedrich Schiller († 1805)

- 1280 – Magnus VI., norský král (* 1. května 1238)
- 1382 – Markéta Burgundská, hraběnka z Flander, Rethelu, Nevers, Artois a Burgundska, dcera francouzské krále Filipa V. (* 1310)
- 1688 – Fridrich Vilém I. Braniborský, vládce v Braniborsku-Prusku (* 16. února 1620)
- 1707 – Dietrich Buxtehude, německý hudební skladatel (* 1637)
- 1745 – Tomaso Antonio Vitali, italský houslista a hudební skladatel (* 7. března 1663)
- 1754 – Christian Wolff, německý filozof (* 24. ledna 1679)
- 1760 – Nikolaus Ludwig von Zinzendorf, německý náboženský a sociální reformátor (* 26. května 1700)
- 1791 – Francis Hopkinson, americký politik (* 21. září 1737)
- 1805 – Friedrich von Schiller, německý spisovatel (* 10. listopadu 1759)
- 1850
  - Juliana Žofie Dánská, dánská princezna (* 18. února 1788)
  - Joseph Louis Gay-Lussac, francouzský chemik a fyzik (* 6. prosince 1778)
- 1879 – August Grisebach, německý botanik (* 17. dubna 1814)
- 1915
  - Tony Wilding, australský tenista (* 31. října 1883)
  - François Faber, lucemburský cyklista (* 26. ledna 1887)
- 1918 – George Coşbuc, rumunský básník (* 20. září 1866)
- 1929 – Gustave Schlumberger, francouzský historik a numismatik (* 17. října 1844)
- 1931 – Albert Abraham Michelson americký fyzik, nositel Nobelovy ceny za fyziku (1907), (* 19. prosince 1852)
- 1942 – Václav Jiřikovský, český herec, režisér a divadelní ředitel (* 8. května 1891)
- 1945 – Oleksandr Kolessa, ukrajinský literární historik a rakouský politik (* 24. dubna 1867)
- 1949 – Ludvík II. Monacký, monacký kníže (* 12. července 1870)
- 1957 – Ezio Pinza, italský operní zpěvák (* 18. května 1852)
- 1959 – Heinrich Campendonk, nizozemsko-německý malíř (* 3. listopadu 1889)
- 1964 – Erik Malmberg, švédský zápasník, olympijský vítěz (* 15. března 1897)
- 1965 – Leopold Figl, kancléř Rakouska (* 2. října 1902)
- 1972 – Nikolaj Dmitrijevič Jakovlev, sovětský vojevůdce, maršál dělostřelectva (* 31. prosince 1898)
- 1975 – František Josef Toskánský, rakouský arcivévoda, princ toskánský a vévoda madridský (* 4. února 1905)
- 1976
  - Ulrike Meinhofová, spoluzakladatelka ultralevicové organizace Frakce Rudé armády (* 7. října 1934)
  - Floyd Council, americký bluesový kytarista a zpěvák (* 2. září 1911)
- 1977
  - Harry Gordon Johnson, kanadský ekonom (* 26. května 1923)
  - James Jones, americký spisovatel (* 6. listopadu 1921)
- 1978
  - Aldo Moro, premiér Itálie (* 23. září 1916)
  - George Maciunas, litevský umělec (* 8. listopadu 1931)
- 1979 – Habíb Elghanian, vůdce íránské židovské komunity (* ? 1909)
- 1985 – Aksel Fredrik Airo, finský generál (* 14. února 1898)
- 1986 – Tenzing Norgay, nepálský šerpa, spolu s Edmundem Hillarym první člověk na vrcholu Mount Everestu (* 29. května 1914)
- 1989 – Karl Brunner, švýcarský ekonom (* 16. února 1916)
- 2004
  - Achmat Kadyrov, čečenský prezident (* 23. srpna 1951)
  - Alan King, americký komik (* 26. prosince 1927)
- 2006 – Jerzy Ficowski, polský básník, esejista, textař, prozaik a překladatel (* 4. září 1924)
- 2009
  - Chuck Daly, americký basketbalový trenér (* 20. července 1930)
  - Eta Linnemannová, německá profesorka teologie (* 19. října 1926)
- 2010 – Lena Horne, americká zpěvačka a herečka (* 30. června 1917)
- 2011 – Wouter Weylandt, belgický silniční cyklista (* 27. září 1984)
- 2014
  - Joe Wilder, americký trumpetista (* 22. února 1922)
  - Melvin Patton, americký olympijský vítěz v běhu na 200 metrů (* 16. listopadu 1924)
- 2015 – Kenan Evren, prezident Turecka (* 17. července 1917)
- 2017 – Robert Miles, italský DJ a hudební skladatel (* 3. listopadu 1969)
- 2020 – Little Richard, americký zpěvák, skladatel a pianista (* 5. prosince 1932)
- 2021 – José Manuel Caballero Bonald, španělský spisovatel a básník (* 11. listopadu 1926)
- 2023
  - Antonio Carbajal, mexický fotbalový brankář (* 7. června 1929)
  - Arman Soldin, francouzský novinář (* 21. března 1991)

## Svátky

### Česko
- Ctibor
- Den matek (je-li neděle)
- v letech 1952–1990 v Československu slaveno výročí ukončení druhé světové války jako státní svátek Den osvobození Československa Sovětskou armádou, v roce 1991 slaven jako Den osvobození od fašismu, od roku 1992 je tento svátek slaven 8. května[1]

### Svět
- Den Evropy (Schumanův den)
- Slovensko – Roland
- Rusko a některé další země bývalého východního bloku – Den vítězství